# Yanacocha
Yanacocha er en guldmine i det nordlige Peru, som anses for at være den næststørste guldmine i verden. Det 251 kvadratkilometer store dagbrud ligger omtrent 30 kilometer nord for Cajamarca. Verdensbankens International Finance Corporation (IFC) har bevilget lån for 150 millioner amerikanske dollars til udvikling af minen, og har en 5 procents andel af egenkapitalen i Yanacocha-minen, som drives af det amerikanske Denver-baserede mineselskab Newmont Mining Corporation, der er verdens næststørste mineselskab. I 2005 udvandtes lidt over 103 tons guld i minen.